# TOI-1272
TOI-1272 — одиночная звезда в созвездии Гончих Псов на расстоянии около 447 световых лет (около 137 парсек) от Солнца. Визуальная звёздная величина звезды — +11,9m. Возраст звезды определён как около 3,65 млрд лет.
Вокруг звезды обращается, как минимум, две планеты.

## Характеристики
TOI-1272 — оранжевый карлик спектрального класса K1V. Масса — около 0,851 солнечной, радиус — около 0,788 солнечного, светимость — около 0,361 солнечной. Эффективная температура — около 4973 K.

## Планетная система
В 2022 году группой астрономов проекта TESS было объявлено об открытии планеты TOI-1272 b и TOI-1272 c.